# Lista de canções gravadas por MC Livinho

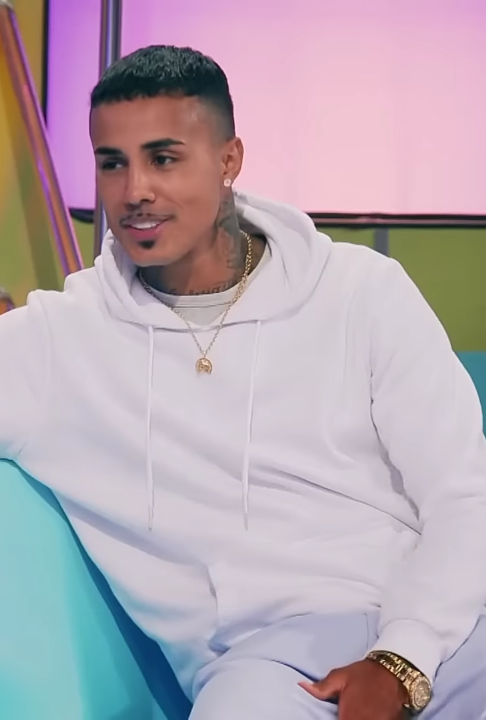
MC Livinho.

Esta é uma lista de canções de MC Livinho, nome artístico do cantor e compositor brasileiro de funk ousadia Oliver Decesary Santos, nascido em 11 de novembro de 1994 em São Paulo. O artista é considerado como um dos principais representantes do funk no presente momento, sendo apontado por fontes como um dos principais responsáveis pelo enfraquecimento do funk ostentação. Em sua carreira, iniciada de forma amadora em 2008 e profissional em 2013, Livinho atravessou por diversas fases de composições de suas letras: inicialmente, utilizava de líricos tradicionais, onde relatava suas experiências de vida e exaltava bens materiais. No entanto, após o lançamento do hit "Mulher Kama Sutra" em 7 de dezembro de 2013, Livinho se dedicou a compor apenas músicas com teor de humor, erotismo e conotação sexual, criando um estilo chamado de "funk ousadia", "funk erótico" e "funk picante".
A primeira canção lançada por MC Livinho na internet foi "Origem", com produção do DJ Menor SP, em 17 de janeiro de 2013. Após este feito, ele foi apadrinhado por Perera DJ, que foi o responsável por produzir todas as suas outras músicas. Duas das canções do artista possuem videoclipe: "Mulher Kama Sutra", lançada em 2 de junho de 2014 pelo produtor carioca Tom Produções, a qual foi reformulada para uma versão light, sem a ausência de palavrões; e "Bela Rosa", lançada em 22 de dezembro de 2014 pelo produtor paulista KondZilla, a qual possui apenas a versão explícita. Outra música de destaque do artista é "Picada Fatal", lançada em 18 de junho de 2014, a qual contém um sample da música "Bibbidi-Bobbidi-Boo", utilizada na trilha sonora do filme Cinderela. Como a grande maioria dos artistas deste gênero musical, Livinho não lançou nenhum álbum de estúdio e nenhum disco promocional, sendo que o lançamento de todas as suas canções ocorre no YouTube.

## Canções
| Canção                | Data de lançamento      | Produtor                | Notas | Ref.   |
| --------------------- | ----------------------- | ----------------------- | --- | ------ |
| "Amizade Falsa"       | 22 de dezembro de 2017  | Perera DJ               | | [ 7 ]  |
| "Azul Piscina"        | 26 de outubro de 2017   | Perera DJ               | | [ 8 ]  |
| "Bagunceira"          | 6 de setembro de 2017   | DJ R7                   | Participação de MC GW. | [ 9 ]  |
| "Bandida"             | 2 de junho de 2016      | KondZilla               | Participação especial de Péricles. | [ 10 ] |
| "Bela Rosa"           | 22 de dezembro de 2014  | Perera DJ/KondZilla     | Foi lançada como videoclipe na mesma data.                                                                                               | [ 11 ] |
| "Bem Querer"          | 22 de junho de 2015     | Perera DJ               | Foi lançada como videoclipe por KondZilla.                                                                                               | [ 12 ] |
| "Caminhei nas Letras" | 11 de maio de 2015      | GC                      | | [ 13 ] |
| "Catuca"              | 5 de fevereiro de 2016  | Perera DJ               | | [ 14 ] |
| "Censura"             | 13 de agosto de 2013    | Perera DJ               | | [ 15 ] |
| "Cheguei pra te amar" | 27 de outubro de 2017   |                         | Canção de Ivete Sangalo com participação de MC Livinho.                                                                                  | [ 16 ] |
| "Cheia de Marra"      | 23 de maio de 2016      | KondZilla               | | [ 13 ] |
| "Corpo e Mente"       | 6 de janeiro de 2014    | Perera DJ               | | [ 17 ] |
| "Covardia"            | 28 de agosto de 2017    | Perera DJ               | | [ 18 ] |
| "Dom Dom Dom"         | 25 de abril de 2014     | Perera DJ               | Participação na canção de MC Pedrinho.                                                                                                   | [ 20 ] |
| "Esse Dom"            | 26 de setembro de 2017  | DJ Marlboro             | | [ 21 ] |
| "Eu Quero Ver"        | 30 de julho de 2015     | Perera DJ               | Lançado como videoclipe pela GR6. | [ 22 ] |
| "Excitado"            | 29 de dezembro de 2017  | Perera DJ               | | [ 23 ] |
| "Faixa Preta"         | 3 de maio de 2017       | DJ LK                   | | [ 24 ] |
| "Fazer falta"         | 5 de junho de 2017      | Perera DJ               | | [ 25 ] |
| "Foi Bom"             | 7 de outubro de 2016    | DJ R7                   | | [ 26 ] |
| "Fumaça e o Luar"     | 18 de novembro de 2016  | Perera DJ               | | [ 27 ] |
| "Já Deu"              | 12 de dezembro de 2017  |                         | Canção de Péricles. Participação especial.                                                                                               | [ 28 ] |
| "Joga o Botico"       | 22 de setembro de 2014  | Perera DJ               | | [ 29 ] |
| "Livinho não machuca" | 23 de agosto de 2016    | Perera DJ               | | [ 30 ] |
| "Luz do luar"         | 6 de maio de 2015       | Perera DJ               | | [ 31 ] |
| "Marolar"             | 29 de outubro de 2015   | Perera DJ               | | [ 32 ] |
| "Mina Louca"          | 28 de março de 2016     | Perera DJ               | Participação de MC Davi. | [ 33 ] |
| "Meu copo"            | 12 de dezembro de 2016  | Kondzilla               | No mesmo dia, foi lançado um videoclipe pelo canal Kondzilla. Recebeu destaque da mídia pelo orçamento do mesmo beirar os 500 mil reais. | [ 35 ] |
| "Meu lugar"           | 15 de julho de 2015     | Stúdio THG              | Participação especial de MC Bella. | [ 36 ] |
| "Mina Louca"          | 28 de março de 2016     | KondZilla               | Lançada em videoclipe com participação de MC Davi.                                                                                       | [ 37 ] |
| "Minha nega"          | 29 de abril de 2016     | Perera DJ               | | [ 38 ] |
| "Mulher Kama Sutra"   | 7 de dezembro de 2013   | Perera DJ/Tom Produções | Foi lançada como videoclipe em 2 de junho de 2014 por Tom Produções em uma versão light.                                                 | [ 39 ] |
| "Na Ponta do Pé"      | 26 de novembro de 2014  | Perera DJ               | | [ 40 ] |
| "Na Vara"             | 19 de novembro de 2014  | Perera DJ               | | [ 41 ] |
| "Não machuca"         | 23 de agosto de 2016    | Perera DJ               | | [ 42 ] |
| "Não para"            | 14 de março de 2016     | Perera DJ               | | [ 43 ] |
| "Noite Linda"         | 23 de julho de 2014     | Perera DJ               | Participação especial de MC Romântico.                                                                                                   | [ 44 ] |
| "Origem"              | 17 de janeiro de 2013   | DJ Menor SP             | Primeira música lançada oficialmente. | [ 45 ] |
| "Pata de camelo"      | 26 de julho de 2017     | Perera DJ DJ LK         | | [ 46 ] |
| "Pepeca do Mal"       | 14 de abril de 2014     | Perera DJ               | | [ 47 ] |
| "Perigosa"            | 9 de dezembro de 2015   | Dennis DJ               | Lançada como videoclipe por Dennis DJ.                                                                                                   | [ 48 ] |
| "Picada Fatal"        | 18 de junho de 2014     | Perera DJ               | Contém samples da canção "Bibbidi-Bobbidi-Boo", do filme Cinderela.                                                                      | [ 49 ] |
| "Promessa de Deus"    | 26 de agosto de 2013    | Perera DJ               | | [ 50 ] |
| "Pros Malas"          | 1 de fevereiro de 2017  | KondZilla               | Participação de MC Lustosa. | [ 51 ] |
| "Quente"              | 15 de setembro de 2016  | Jorgin Deejhay          | Participação especial de MC Nego Blue.                                                                                                   | [ 52 ] |
| "Se Prepara"          | 7 de agosto de 2014     | Perera DJ               | Participação especial de MC Pedrinho. | [ 54 ] |
| "Seda bem fina"       | 8 de junho de 2013      | Perera DJ               | | [ 55 ] |
| "Sol Raiar"           | 6 de fevereiro de 2015  | Perera DJ               | | [ 56 ] |
| "Tem pra todas"       | 26 de maio de 2013      | Perera DJ               | | [ 57 ] |
| "Tenebrosa"           | 11 de maio de 2016      | DJ R7                   | Foi lançada como videoclipe em 18 de julho de 2016 por GR6 Explode.                                                                      | [ 13 ] |
| "Tchau e bença"       | 15 de fevereiro de 2017 | DJ LK                   | Participação de MC Pedrinho. | [ 59 ] |
| "Terapia"             | 6 de outubro de 2017    | DJ LK                   | | [ 60 ] |
| "Teus desejos"        | 22 de abril de 2015     | Perera DJ               | | [ 61 ] |
| "Timbre da minha voz" | 20 de maio de 2015      | DJ Tavares              | | [ 62 ] |
| "Tirando Nota"        | 9 de julho de 2014      | Detona Funk             | Participação especial de MC Kevin. | [ 63 ] |
| "Tudo de Bom"         | 23 de novembro de 2015  | Perera DJ               | Lançada como vídeoclipe por KondZilla.                                                                                                   | [ 64 ] |
| "Vilão do Amor"       | 3 de fevereiro de 2014  | Perera DJ               | | [ 65 ] |
| "Vizinha gostosa"     | 6 de março de 2017      | DJ LK                   | | [ 66 ] |